# Kalameny
Kalameny és un poble i municipi d'Eslovàquia que es troba a la regió de Žilina, al centre-nord del país.

## Demografia
| Godina             | 1994 | 2004   | 2014   | 2024   |
| ------------------ | ---- | ------ | ------ | ------ |
| Nombre de persones | 456  | 477    | 466    | 421    |
| Diferència         |      | +4,60% | −2,30% | −9,65% |

| Godina             | 2023 | 2024   |
| ------------------ | ---- | ------ |
| Nombre de persones | 432  | 421    |
| Diferència         |      | −2,54% |